# Chuck Heberling
Charles „Chuck“ Heberling (* 28. April 1925 in Pittsburgh, Pennsylvania; † 9. Dezember 2019 in McCandless, Pennsylvania) war ein US-amerikanischer Schiedsrichter im American Football, der von der Saison 1965 bis 1985 in der NFL tätig war. Er war Schiedsrichter des AFC Championship Games in der Saison 1986 zwischen den Denver Broncos und den Cleveland Browns, welches unter The Drive in die Geschichte der NFL einging. Den überwiegenden Teil seiner Karriere trug er die Uniform mit der Nummer 46.

## Karriere
Heberling begann im Jahr 1965 seine NFL-Laufbahn als Line Judge. Nach dem Tod von Jack Vest wurde er zur NFL-Saison 1972 zum Hauptschiedsrichter ernannt. Nachfolger auf der Line-Judge-Position wurde Red Cashion.
Er war Ersatzschiedsrichter der Super Bowls XIII und XXI und Replay Official im Super Bowl XXIII. Zudem leitete er die Pro Bowls 1977 und 1985.